# Félix Diédhiou
Félix Malal Diédhiou (ur. 8 października 1969) – senegalski zapaśnik walczący w stylu wolnym. Olimpijczyk z Atlanty 1996, gdzie zajął siedemnaste miejsce w kategorii 68 kg.
Zdobył trzy srebrne medale na mistrzostwach Afryki w latach 1996 – 1998.